# Országok listája választási rendszerek szerint
Ez a lap az egyes országokban az államfő illetve a törvényhozás tagjainak megválasztására alkalmazott választási rendszereket sorolja fel.
| Államfő | Alsóház (vagy egykamarás törvényhozás) | Felsőház |
| --- | --- | -------- |
| | |          |
| \| Egymandátumos választókerületek (többségi képviselet): Relatív többségi szavazás (FPTP/SMP) Kétfordulós szavazás (TRS) Azonnali többfordulós szavazás (IRV) Többmandátumos választókerületek, többségi képviselet (nem arányos rendszerek): Blokkszavazás vagy blokkszavazás + relatív többségi szavazás (egymandátumos és többmandátumos kerületek keverve) Pártlistás blokkszavazás (PBV) vagy pártlistás blokkszavazás + relatív többségi szavazás és (egymandátumos és többmandátumos kerületek keverve) Többmandátumos választókerületek, félarányos képviselet Egyetlen nem-átruházható szavazat (SNTV) vagy egyetlen nem-átruházható szavazat + relatív többségi szavazás (egymandátumos és többmandátumos kerületek keverve) Korlátozott blokkszavazás vagy kumulatív szavazás Módosított Borda-számlálás Többmandátumos választókerületek, arányos képviselet: Pártlistás arányos választási rendszer (party-list PR) Egyetlen átruházható szavazat (STV) \| Kompenzációs vegyes rendszer (arányos vagy félarányos) Vegyes arányos képviseleti rendszer (MMP) Additional member system (AMS) / félarányos MMP Vegyes többségi rendszer kompenzációval / scorporo / töredékszavazati rendszer (relatív többségi szavazás + pártlistás arányos rendszer) Kompenzáció nélküli vegyes rendszer (árokrendszer vagy félarányos) Vegyes többségi / Árokrendszer (relatív többségi szavazás + pártlistás arányos rendszer) Vegyes többségi / Árokrendszer (kétfordulós szavazás + pártlistás arányos rendszer) Vegyes többségi / Árokrendszer (blokkszavazás vagy pártlistás blokkszavazás + pártlistás arányos rendszer) Árokrendszer(egyetlen nem-átruházható szavazat + pártlistás arányos rendszer) Többségi bónusz (MBS) vagy arányos rendszer opcionális (majority jackpot) második fordulóval Közvetlen választás: Törvényhozás által választva Elektori kollégium vagy helyi törvényhozások által választva Részben elektori kollégium vagy helyi törvényhozás által választva, részben államfő által kinevezve Egyéb: Szövetségi államonként változik, vagy különleges választói csoportok által választva Államfő által kinevezve Nincs közvetlen vagy közvetett választás Nincs információ/Egykamarás törvényhozás \| | |          |
| Egymandátumos választókerületek (többségi képviselet): Relatív többségi szavazás (FPTP/SMP) Kétfordulós szavazás (TRS) Azonnali többfordulós szavazás (IRV) Többmandátumos választókerületek, többségi képviselet (nem arányos rendszerek): Blokkszavazás vagy blokkszavazás + relatív többségi szavazás (egymandátumos és többmandátumos kerületek keverve) Pártlistás blokkszavazás (PBV) vagy pártlistás blokkszavazás + relatív többségi szavazás és (egymandátumos és többmandátumos kerületek keverve) Többmandátumos választókerületek, félarányos képviselet Egyetlen nem-átruházható szavazat (SNTV) vagy egyetlen nem-átruházható szavazat + relatív többségi szavazás (egymandátumos és többmandátumos kerületek keverve) Korlátozott blokkszavazás vagy kumulatív szavazás Módosított Borda-számlálás Többmandátumos választókerületek, arányos képviselet: Pártlistás arányos választási rendszer (party-list PR) Egyetlen átruházható szavazat (STV) | Kompenzációs vegyes rendszer (arányos vagy félarányos) Vegyes arányos képviseleti rendszer (MMP) Additional member system (AMS) / félarányos MMP Vegyes többségi rendszer kompenzációval / scorporo / töredékszavazati rendszer (relatív többségi szavazás + pártlistás arányos rendszer) Kompenzáció nélküli vegyes rendszer (árokrendszer vagy félarányos) Vegyes többségi / Árokrendszer (relatív többségi szavazás + pártlistás arányos rendszer) Vegyes többségi / Árokrendszer (kétfordulós szavazás + pártlistás arányos rendszer) Vegyes többségi / Árokrendszer (blokkszavazás vagy pártlistás blokkszavazás + pártlistás arányos rendszer) Árokrendszer(egyetlen nem-átruházható szavazat + pártlistás arányos rendszer) Többségi bónusz (MBS) vagy arányos rendszer opcionális (majority jackpot) második fordulóval Közvetlen választás: Törvényhozás által választva Elektori kollégium vagy helyi törvényhozások által választva Részben elektori kollégium vagy helyi törvényhozás által választva, részben államfő által kinevezve Egyéb: Szövetségi államonként változik, vagy különleges választói csoportok által választva Államfő által kinevezve Nincs közvetlen vagy közvetett választás Nincs információ/Egykamarás törvényhozás |          |

- Választási rendszer típusa (ha az adott tisztséget vagy testület egyetlen tagját sem választják, hanem kinevezik stb. akkor, nem szerepel a listán)
  - Egy győztes (pl. elnökválasztásokon: kétfordulós szavazás)
  - Arányos (pártlistás arányos vagy egyéni átruházható szavazat)
  - Vegyes arányos
  - Vegyes többégi (árokrendszer vagy hasonló)
  - Többségi (egymandátumos kerületekben: relatív többségi szavazás, kétfordulós szavazás, többmandátumos kerületekben: blokkszavazás)
  - Félarányos (korlátozott szavazás)
  - Közvetett (pl. parlament által választva)
  - Egyéb (pl. tagállamonként változó)

## Európa
| Ország                 | Pozíció vagy testület                | Utolsó választás (év) | Választási rendszer típusa | Szintek száma (testületeknél) | Mandátumok száma választókerületenként (testületeknél)                          | Választási rendszer | Választási rendszer | Összes mandátum száma (testületeknél)                                                                            | Választási küszöb (listák) |
| ---------------------- | ------------------------------------ | --------------------- | -------------------------- | ----------------------------- | ------------------------------------------------------------------------------- | ------------------- | --- | --- | --- |
| Albánia                | Elnök                                |                       | közvetett                  |                               |                                                                                 |                     | A Nemzetgyűlés által választva | | |
| Albánia                | Nemzetgyűlés                         |                       | arányos                    |                               | 3-36 (területi listás választókerületek)                                        |                     | Pártlistás arányos rendszer: nyílt listák, D'Hondt módszer legutóbbi választás: 2021 | 140 | 1% |
| Andorra                | Völgyek Általános Tanács (Parlament) |                       | vegyes többségi            | 2                             | 2 (területi listás választókerületek) 14 (országos listás mandátumok)           |                     | Árokrendszer: 7 kétmandátumos listás választókerület: binomiális rendszer 14 mandátumos országos listás választókerület: pártlistás arányos rendszer legutóbbi választás: 2019 | 28 | |
| Ausztria               | Szövetségi Elnök                     |                       | egy győztes                |                               |                                                                                 |                     | Kétfordulós szavazás | | |
| Ausztria               | Szövetségi Tanács (felsőház)         |                       | közvetett                  |                               | 3-12                                                                            |                     | Tartományi parlamentek összetétele alapján arányos mandátumelosztás (így pártlistás arányos rendszer) | 61 | |
| Ausztria               | Nemzeti Tanács (alsóház)             |                       | arányos                    | 3                             |                                                                                 |                     | Pártlistás arányos rendszer: Largest remainder (Hare quota) helyi és regionális választókerületekben, D'Hondt módszer országos szinten, nyílt listák mindhárom szinten legutóbbi választás: 2019 | 183 | 4% |
| Belarusz               | Elnök                                |                       | egy győztes                |                               |                                                                                 |                     | Kétfordulós szavazás | | |
| Belarusz               | Képviselőház                         |                       | többségi                   |                               | 1                                                                               |                     | Relatív többségi szavazás legutóbbi választás: 2019 | 110 | |
| Belgium                | Képviselőház                         |                       | arányos                    |                               | 3–22                                                                            |                     | Pártlistás arányos rendszer: nyílt listák, D'Hondt módszer legutóbbi választás: 2019 | 150 | 5% |
| Bosznia és Hercegovina | Elnökség                             |                       | többségi                   |                               | 1                                                                               |                     | Relatív többségi szavazás | 3 (1-1 a három fő nemzetiségből)                                                                                 | |
| Bosznia és Hercegovina | Népek Háza                           |                       | arányos                    |                               | 14, 28                                                                          |                     | Pártlistás arányos rendszer: Sainte-Laguë módszer legutóbbi választás: 2018 | 42 | |
| Bulgária               | Elnök                                |                       | egy győztes                |                               |                                                                                 |                     | Kétfordulós szavazás | | |
| Bulgária               | Parlament                            |                       | arányos                    |                               | 4–14                                                                            |                     | Pártlistás arányos rendszer: zárt listák, D'Hondt módszer legutóbbi választás: 2021 | 240 | 4% |
| Ciprus                 | Elnök                                |                       | egy győztes                |                               |                                                                                 |                     | Kétfordulós szavazás | | |
| Ciprus                 | Képviselőház                         |                       | arányos                    |                               | 3–20                                                                            |                     | Pártlistás arányos rendszer: nyílt listák (Hare quota), országos szinten legnagyobb maradék módszer legutóbbi választás: 2021 | 80 (56 for Greek-Cypriots; 24 for Turkish-Cypriots (currently vacant)) and 3 observers from religious minorities | 3.6% pártoknak, 10% közös listáknak 2 párt szövetsége esetén 20% közös listáknak legalább 3 párt szövetsége esetén, 7.2% országos szinten |
| Csehország             | Elnök                                |                       | egy győztes                |                               |                                                                                 |                     | Kétfordulós szavazás | | |
| Csehország             | Képviselőház                         |                       | arányos                    |                               | 5–25                                                                            |                     | Pártlistás arányos rendszer: nyílt listák (Imperiali quota és Hagenbach-Bischoff quota) legutóbbi választás: 2021 | 200 | 5% pártoknak 8% közös listáknak 2 párt szövetsége esetén 11% legalább 3 párt közös listájának                                             |
| Csehország             | Szenátus                             |                       | többségi                   |                               | 1                                                                               |                     | Kétfordulós szavazás | 81 | |
| Dánia                  | Folketing                            |                       | arányos                    |                               |                                                                                 |                     | Party list PR: D'Hondt módszer (135 regionális mandátum), Sainte-Laguë módszer (40 országos kiegyensúlyozó mandátum) legutóbbi választás: 2019 | 179 | 2% |
| Egyesült Királyság     | House of Commons (alsóház)           |                       | többségi                   |                               | 1                                                                               |                     | Relatív többségi szavazás | 650 | |
| Észak-Macedónia        | Elnök                                |                       | egy győztes                |                               |                                                                                 |                     | Kétfordulós szavazás | | |
| Észak-Macedónia        | Parlament                            |                       | arányos                    |                               | 20                                                                              |                     | Pártlistás arányos rendszer: D'Hondt módszer | 120 | |
| Észtország             | Elnök                                |                       | közvetett                  |                               |                                                                                 |                     | Elected by the parliament (Riigikogu) or by special electoral body (Kétfordulós szavazás) | | |
| Észtország             | Riigikogu                            |                       | arányos                    |                               | 5-14                                                                            |                     | Pártlistás arányos rendszer: D'Hondt módszer (12 districts) legutóbbi választás: 2019 | 101 | 5% |
| Finnország             | Elnök                                |                       | egy győztes                |                               |                                                                                 |                     | Kétfordulós szavazás | | |
| Finnország             | Eduskunta (ParlamentÖ                |                       | arányos                    |                               | 7-35 +1 (Åland)                                                                 |                     | Pártlistás arányos rendszer: nyílt listák D'Hondt módszer (12 területi választókerület) + 1 mandátum (Åland) relatív többségi szavazással legutóbbi választás: 2019 | 200 | |
| Franciaország          | Elnök                                |                       | egy győztes                |                               |                                                                                 |                     | Kétfordulós szavazás | | |
| Franciaország          | Nemzetgyűlés                         |                       | többségi                   |                               | 1                                                                               |                     | Kétfordulós szavazás legutóbbi választás: 2017 | 577 | |
| Franciaország          | Szenátus                             |                       | közvetett                  |                               | 1                                                                               |                     | Elected indirectly by approximately 150,000 officials ("grands électeurs"), including regional councilors, department councilors, mayors, city councilors in large towns, and members of the National Assembly | 348 | |
| Görögország            | Elnök                                |                       | közvetett                  |                               |                                                                                 |                     | Elected by the parliament | | |
| Görögország            | Parlament                            |                       | arányos                    |                               | 1-18 (5 on average)                                                             |                     | Pártlistás arányos rendszer + többségi bónusz[forrás?] | 300 | 3% |
| Grúzia                 |                                      |                       |                            |                               |                                                                                 |                     | | | |
|                        |                                      |                       |                            |                               |                                                                                 |                     | | | |
| Hollandia              | Képviselőház                         |                       | arányos                    |                               | 150                                                                             |                     | Pártlistás arányos rendszer: nyílt listák, D'Hondt módszer | 150 | 0.67% |
| Hollandia              | Szenátus                             |                       | közvetett                  |                               | 75                                                                              |                     | Közvetett választás: Pártlistás arányos rendszer | 75 | |
| Horvátország           | Elnök                                |                       | egy győztes                |                               |                                                                                 |                     | Kétfordulós szavazás | | |
| Horvátország           | Szábor                               |                       | arányos                    |                               | 14                                                                              |                     | Pártlistás arányos rendszer: D'Hondt módszer + nemzetiségi és határon túli horvát állampolgárok képviselői legutóbbi választás: 2020 | 151 | 5% |
| Írország               | Elnök                                |                       | egy győztes                |                               |                                                                                 |                     | Azonnali többfordulós szavazás (IRV) | | |
| Írország               | Dáil Éireann                         |                       | arányos                    |                               | 3–5                                                                             |                     | Egyetlen átruházható szavazat (STV) | 158 | |
| Írország               | Seanad Éireann                       |                       | egyéb                      |                               |                                                                                 |                     | Indirect election: – 11 nominated by the Taoiseach – 6 elected by the graduates of certain Irish universities: 3 by graduates of the University of Dublin 3 by graduates of the National University of Ireland – 43 elected from five special panels of nominees (known as vocational panels) by an electorate consisting of TDs (member of Dáil Éireann), outgoing senators and members of city and county councils | 60 | |
| Izland                 | Elnök                                |                       |                            |                               |                                                                                 |                     | Relatív többségi szavazás | | |
| Izland                 | Alþing                               |                       | arányos                    |                               | 8-13                                                                            |                     | Pártlistás arányos rendszer: D'Hondt módszer | 63 | 5% |
| Lengyelország          | Elnök                                |                       |                            |                               |                                                                                 |                     | Kétfordulós szavazás | | |
| Lengyelország          | Szejm                                |                       | arányos                    |                               | 7–20                                                                            |                     | Pártlistás arányos rendszer: D'Hondt módszer | 460 | 5% pártoknak 8% több párt közös listájának 0% nemzetiségeknek                                                                             |
| Lengyelország          | Szenátus                             |                       |                            |                               | 1                                                                               |                     | Relatív többségi szavazás | 100 | |
| Lettország             | Saeima                               |                       | arányos                    |                               | 14–28                                                                           |                     | Pártlistás arányos rendszer: Sainte-Laguë módszer | 100 | 5% |
| Liechtenstein          | Diet                                 |                       | arányos                    |                               | 10, 15                                                                          |                     | Pártlistás arányos rendszer: legnagyobb maradékok módszere (Hare-kvóta) | 25 | 8% |
| Litvánia               | Elnök                                |                       | egy győztes                |                               |                                                                                 |                     | Kétfordulós szavazás | | |
| Litvánia               | Seimas                               |                       | vegyes többségi            |                               | 1 / 70                                                                          |                     | Árokrendszer: 71 mandátum egyéni választókerületekben: Kétfordulós szavazás 70 mandátum országos listás választókerületben: Largest remainder | 141 | 5% pártoknak 7% több párt közös listájának                                                                                                |
| Luxemburg              | Képviselőház                         |                       | arányos                    |                               | 7-23                                                                            |                     | Pártlistás arányos rendszer: nyílt listák, D'Hondt módszer | 60 | |
| Magyarország           | Köztársasági elnök                   | 2017                  | közvetett                  |                               |                                                                                 |                     | az Országgyűlés által választva | | |
| Magyarország           | Országgyűlés                         | 2018                  | vegyes többségi            |                               | 1                                                                               |                     | Vegyes többségi rendszer: Kétszavazatos töredékszavazat-visszaszámláló vegyes rendszer, zárt listák 106 egyéni választókerület relatív többségi szavazással / 93 országos listás mandátum D'Hondt módszerrel (listás szavazatok + töredékszavazatok) | 199 | 5% pártoknak 10% két párt közös listájának 15% három vagy több párt közös listájának 0,27% nemzetiségi listáknak (1/93/4)                 |
| Málta                  | Elnök                                | 2019                  | közvetett                  |                               |                                                                                 |                     | Képviselőház által választva | | |
| Málta                  | Képviselőház                         | 2017                  | arányos                    |                               | 5                                                                               |                     | Egyetlen átruházható szavazat (STV) | 65 | |
| Moldova                | Elnök                                |                       | egy győztes                |                               |                                                                                 |                     | Kétfordulós szavazás | | |
| Moldova                | Parlament                            |                       | arányos                    |                               | 101                                                                             |                     | Pártlistás arányos rendszer: D'Hondt módszer | 101 | 4% |
| Monaco                 | Nemzetgyűlés                         |                       | vegyes többségi            |                               | 16 / 8                                                                          |                     | Árokrendszer:16 mandátum egy országos egyéni választókerületben: Relatív többségi blokkszavazás 8 mandátum egy országos pártlistás választókerületben D'Hondt módszer | 24 | 5% pártoknak |
| Montenegró             | Elnök                                |                       | egy győztes                |                               |                                                                                 |                     | Kétfordulós szavazás | | |
| Montenegró             | Parlament                            |                       | arányos                    |                               | 5, 76                                                                           |                     | Pártlistás arányos rendszer: zárt listák, D'Hondt módszer | 81 | 3% |
| Németország            | Szövetségi Elnök                     |                       | vözvetett                  |                               |                                                                                 |                     | Szövetségi Gyűlés által választva: a Bundestag képviselői + ugyanennyi tartományi parlamentek által választott delegált | | |
| Németország            | Bundesrat (felsőház)                 |                       | közvetett                  |                               | 3-6                                                                             |                     | 16 szövetségi állam által delegálva | 69 | |
| Németország            | Bundestag (alsóház)                  |                       | vegyes arányos             |                               | 299 + kiegyensúlyozó mandátumok (területi lista) / 1 (egyéni választókerületek) |                     | Vegyes arányos rendszer (MMP): Sainte-Laguë, zárt területi listákkal / relatív többségi szavazás | 598 + levelling seats                                                                                            | 5% vagy 3 egymandátumos választókerület                                                                                                   |
| Norvégia               | Storting                             |                       | arányos                    |                               | 4–19                                                                            |                     | Pártlistás arányos rendszer: nyílt listák, módosított Sainte-Laguë módszer | 150 + 19 kiegyensúlyozó mandátum                                                                                 | 4% kiegyensúlyozó mandátumszerzéshez |
| Olaszország            | Képviselőház                         |                       | vegyes többségi            |                               | 2/8                                                                             |                     | Árokrendszer: 386 Pártlistás arányos rendszer, largest remainder (Hare quota) + 232 FPTP + 12 Largest remainder (Hare quota) for the Italians living abroad | 630 | 3% |
| Olaszország            | Szenátus                             |                       |                            |                               |                                                                                 |                     | [forrás?] | 315 | 3% |
| Oroszország            | Elnök                                |                       | egy győztes                |                               |                                                                                 |                     | Kétfordulós szavazás | | |
| Oroszország            | Duma (alsóház)                       |                       | vegyes többségi            |                               | 1 (egyéni választókerületek) 225 (országos választókerület)                     |                     | Árokrendszer:225 egymandátumos egyéni választókerület: Relatív többségi szavazás 225 mandátum országos listáról: Pártlistás arányos rendszer | 450 | 5% |
| Portugália             | Elnök                                |                       | egy győztes                |                               |                                                                                 |                     | Kétfordulós szavazás | | |
| Portugália             | Parlament                            |                       | arányos                    |                               | 2–47                                                                            |                     | Pártlistás arányos rendszer: zárt listák, D'Hondt módszer | 230 | |
| Románia                | Elnök                                |                       | egy győztes                |                               |                                                                                 |                     | Kétfordulós szavazás | | |
| Románia                | Képviselőház                         |                       | arányos                    |                               | 4–29 + 1-1 mandátum nemzetiségeknek                                             |                     | Pártlistás arányos rendszer: zárt listák, D'Hondt módszer | 330 (ebből 18 nemzetiségeknek, 4 határon túli román állampolgároknak)                                            | 5% országosan vagy 20% legalább 4 területi választókerületben, 8-10% több párt közös listájána (országosan)                               |
| Románia                | Szenátus                             |                       | arányos                    |                               | 2–13                                                                            |                     | Pártlistás arányos rendszer: zárt listák, D'Hondt módszer | 136 (ebből 2 határon túli román állampolgároknak)                                                                | 5% országosan vagy 20% legalább 4 területi választókerületben, 8-10% több párt közös listájának (országosan)                              |
| San Marino             | Grand and General Council            |                       | egyéb                      |                               |                                                                                 |                     | Pártlistás rendszer: D'Hondt módszer ha nem sikerül kormányt alakítani, második választás csak a két legnagyobb párt között: 35 garantált mandátum a győztes pártnak (majority jackpot) | 60 | |
| Szerbia                | Elnök                                |                       | egy győztes                |                               |                                                                                 |                     | Kétfordulós szavazás | | |
| Szerbia                | Nemzetgyűlés                         |                       | arányos                    |                               | 250                                                                             |                     | Pártlistás arányos rendszer: D'Hondt módszer | 250 | 5% pártoknak 0.4% nemzetiségeknek |
| Szlovákia              | Elnök                                |                       | egy győztes                |                               |                                                                                 |                     | Kétfordulós szavazás | | |
| Szlovákia              | Nemzeti Tanács                       |                       | arányos                    |                               | 150                                                                             |                     | Pártlistás arányos rendszer: nyílt listák, Hagenbach-Bischoff | 150 | 5% pártoknak 7% 2 vagy 3 párt közös listájának 10% legalább 4 párt közös listájának                                                       |
| Szlovénia              | Elnök                                |                       | egy győztes                |                               |                                                                                 |                     | Kétfordulós szavazás | | |
| Szlovénia              | Nemzetgyűlés                         |                       | arányos                    |                               | 11/8 + 2 egymandátumos kerület                                                  |                     | Pártlistás arányos rendszer: D'Hondt módszer (88) + 2 mandátum Borda-számlálás | 90 | 4% |
| Spanyolország          | Képviselőház                         |                       | arányos                    |                               | 1–35                                                                            |                     | Pártlistás arányos rendszer: zárt listák, D'Hondt módszer | 350 | 3% |
| Spanyolország          | Szenátus                             |                       | félarányos                 |                               | 2–4                                                                             |                     | Korlátozott blokkszavazás (3 szavazat / választó 4 mandátumos választókerületekben) | 208 + a régiók delegáltjai                                                                                       | |
| Svédország             | Riksdag                              |                       | arányos                    |                               | 2-38                                                                            |                     | Pártlistás arányos rendszer: nyílt listák, módosított Sainte-Laguë módszer | 349 | 4% országosan vagy 12% egy területen |
| Svájc                  | Nemzeti Tanács                       |                       | arányos                    |                               | 1–-34                                                                           |                     | Pártlistás arányos rendszer: nyílt listák D'Hondt módszer | 200 | |
| Svájc                  | Államtanács                          |                       | egyéb                      |                               | 1–2                                                                             |                     | Kantononként változó (általában kétfordulós szavazás) | 46 | |
| Ukrajna                | Elnök                                |                       | egy győztes                |                               |                                                                                 |                     | Kétfordulós szavazás, ha egy jelölt se szerez többet, mint 50% az első fordulóban | | |
| Ukrajna                | Verkhovna Rada                       |                       | vegyes többségi            |                               | 225 / 1                                                                         |                     | Árokrendszer: 225 mandátum országos listákról: Pártlistás arányos rendszer: zárt listák, Hare-kvóta 225 egyéni választókerületekből: Relatív többségi szavazás | 424 (450 – Krím, Doneck és Luhanszk)                                                                             | 5% |

## Fordítás
Ez a szócikk részben vagy egészben  a   List of electoral systems by country című angol Wikipédia-szócikk ezen változatának fordításán alapul.  Az eredeti cikk szerkesztőit annak laptörténete sorolja fel. Ez a jelzés csupán a megfogalmazás eredetét és a szerzői jogokat jelzi, nem szolgál a cikkben szereplő információk forrásmegjelöléseként.